# Naturally (musikalbum)
Naturally är ett musikalbum av J.J. Cale lanserat 1972. Det lanserades på Leon Russells skivbolag Shelter Records i Nordamerika, medan europeiska versioner släpptes på A&M Records. Albumet innehåller bland annat Cales amerikanska hitsingel "Crazy Mama", samt en nyinspelning av låten "After Midnight" som Cale hade spelat in till en singel redan 1966. Eric Clapton hade spelat in den till sitt debutalbum 1970. Albumets inledande låt "Call Me the Breeze" spelades senare in av Lynyrd Skynyrd. Naturally nådde plats 51 på Billboard 200-listan.

## Låtlista
Låtar utan angiven upphovsman är komponerade av J.J. Cale.
1. "Call Me the Breeze" – 2:35
2. "Call the Doctor" – 2:26
3. "Don't Go to Strangers" – 2:22
4. "Woman I Love" – 2:36
5. "Magnolia" – 3:23
6. "Clyde" (C. W. Beavers, J.J. Cale) – 2:29
7. "Crazy Mama" – 2:22
8. "Nowhere to Run" – 2:26
9. "After Midnight" – 2:23
10. "River Runs Deep" – 2:42
11. "Bringing It Back" – 2:44
12. "Crying Eyes" – 3:13